# 그녀는 무엇으로 사는가
그녀는 무엇으로 사는가(우크라이나어: Гніздо горлиці, 더 네스트 오브 더 터틀도브, The Nest of the Turtledove)는 이탈리아에서 제작된 타라스 트카첸코 감독의 2016년 드라마 영화이다. 리너 버나디 등이 주연으로 출연하였다.
아카데미 국제영화상 부문에 출품되었으나 선정되지는 못했다.

## 출연

### 주연
- 리너 버나디
- 실비아 루비노